# Гаек, Тадеаш
Тадеаш Гаек (чеш. Tadeáš Hájek), или Тадеаш Гаек из Гайку (чеш. Tadeáš Hájek z Hájku), он же Тадеуш Немикус (лат. Thaddeus Nemicus; 1 декабря 1525, Прага, Священная Римская империя — 1 сентября 1600, там же) — чешский астроном, алхимик и астролог, розенкрейцер, личный врач императора Рудольфа II, кавалер Священной Римской империи, профессор Карлова университета. Сторонник солнечной системы Николая Коперника и основатель меридианной астрономии.

## Биография
Тадеаш Гаек родился в Праге 1 декабря 1525 года в семье коренных пражан. Он был сыном Симона Гаека (ок. 1485 — 1551). В 1554 году император Фердинанд I даровал ему немецкое дворянство, в 1571 году император Максимилиан II возвёл его в рыцари Германского королевства, а император Рудольф II — в рыцари Священной Римской империи. За время своей жизни он был трижды женат и имел трёх сыновей и дочь.
В 1548 — 1549 году изучал медицину и занимался астрономическими наблюдениями в Вене. В 1550 году завершил образование. В следующем году получил степень магистра искусств. В 1554 году изучал медицину в Болонье, посетил Милан, чтобы прослушать лекции Джероламо Кардано. В 1555 году вернулся в Прагу, где стал профессором математики в Карловом университете.
В 1561 году опубликовал «Aphorismi Metoposcopici» — сочинение о диагностике путём интерпретации родинок на теле человека. В 1564 году император даровал ему привилегию, согласно которой, ни один астрологический прогноз не мог быть напечатан в Праге без его разрешения. В том же году им был написан трактат «О пиве», в котором первым выдвинул идею оксидирования.
В 1566 — 1570 годах он служил военным врачом в австрийской и венгерской армиях во время войны с Османской империей. В 1572 году опубликовал свои исследования о сверхновой звезде в созвездии Кассиопеи. Имел дружественные отношение и научную переписку с астрономом Тихо Браге (1546 — 1601). По его протекции император Рудольф II пригласил астрономов Тихо Браге и Иоганна Кеплера ко двору в Праге.
Собрал научную библиотеку, в которую вошли астрономические сочинения Коперника. Умер 1 сентября 1600 года в родном городе. Его именем назван кратер на Луне и астероид 1995.

## Сочинения

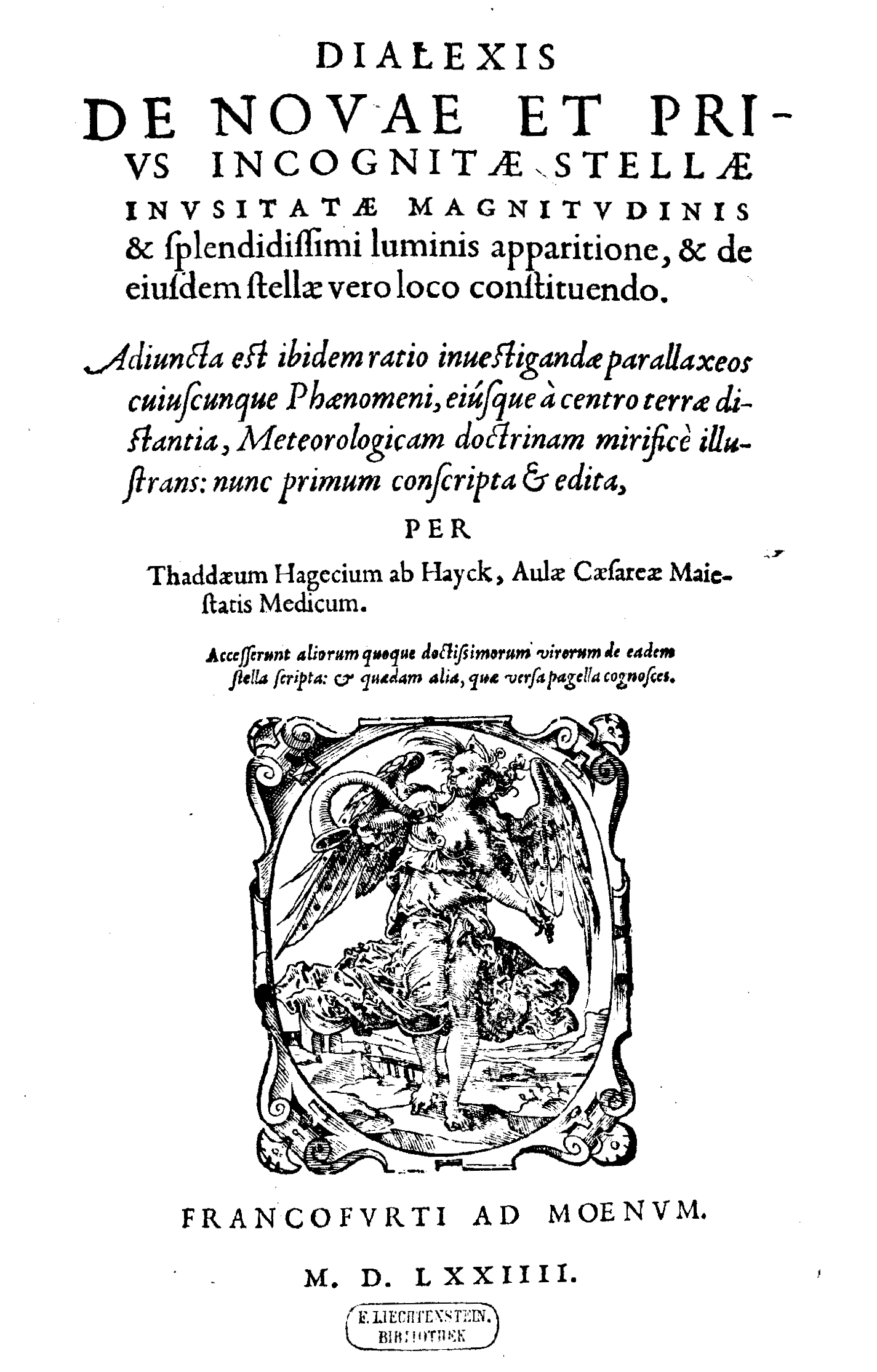
Dialexis de novae et prius incognitae stellae inusitatae magnitudinis et splendidissimi luminis apparitione, et de eiusdem stellae vero loco constituendo, 1574

- Thaddaeus Hagecius ab Hayck: Dialexis de novae et prius incognitae stellae inusitatae magnitudinis & splendidissimi luminis apparitione, & de eiusdem stellae vero loco constituendo, Frankfurt/Main, 1574, edit. Zdenek Horsky, Prague, 1967